# Jan-Baptist Baude
Jan-Baptist Baude (Brugge, 23 januari 1734 - 23 juni 1816), met als kloosternaam Augustinus, was augustijn en dichter.

## Levensloop
Baude was de zoon van Johannes-Baptista Baude (overleden in 1779) en Maria Desmont (overleden in 1747), beide op het kerkhof van de Sint-Gilliskerk begraven. Jan-Baptist junior werd in diezelfde kerk gedoopt en bracht praktisch zijn hele leven op deze parochie door.
In 1765 legde hij geloften af als lekenbroeder in het klooster van de paters augustijnen in Brugge en nam de kloosternaam Augustinus aan. Toen de revolutietijd aanbrak en kloosters beroofd en gesloten werden, zorgde hij voor het verbergen van de kerkgewaden en -vaten, het zilverwerk, de schilderijen en de archieven van zijn klooster. Onder het Franse keizerrijk streed hij vergeefs voor het behoud van zijn klooster, dat in 1813 openbaar werd verkocht en grotendeels gesloopt.
Baude verwierf vooral bekendheid als auteur van talrijke gelegenheidsgedichten in rederijkersstijl. Op zijn dichtkunst werd veelvuldig beroep gedaan bij onder meer huwelijken, overlijdens, jubilea, eerste missen, religieuze geloften en inhalingen van pastoors.
Hij was zeer actief in de Brugse rederijkersgilden, meer bepaald in de 'Kamer van retorica van de Weerde Drie Santinnen'. Hij onderhield vriendschappelijke betrekkingen met andere rederijkers, zoals Jan Quicke, Pieter de Borchgrave, Jan Ballée, Petrus-Franciscus van Hollebeke, de blinde dichteres Petronella Moens en Joseph Bogaert.

## Werk
De meeste van zijn gedichten bleven in handschrift. Sommige werden gedrukt op losse bladen.
- Lofdicht op de 'Vondel' van Jan Quicke, 1790.
- Lofdicht voor kunstschilder Willem Gheysen ter gelegenheid van zijn eerste prijs in de Academie van Parijs, 1790.
- Klinkdicht op het verjaeren van den kunstyverigen enschraderen dichter, mijnheer Petrus van Hollebeke (...), 1792.
- Eercroon voor den begaefden heer, Mijnheer Pieter Ledoulx, kunstschilder (...), 1795.
- Welverdiende jubelkroon plegtig gevlogten voor den agtbaren heer, mijnheer Joseph Volckaert en de deugdgenegende jouffrouwJoanna Vanden Berghe (...), Brugge, Wwe. De Moor, 1800.
- C. DE MOOR, Verzaemeling van gedichten opgesteld door Augustinus Baude (...), Brugge, Wwe De Moor, 1816.